# Аввакум (Честной)
Архимандри́т Авваку́м (в миру Дми́трий Семёнович Честно́й; 18 [30] сентября 1801, Рожок, Тверская губерния — 10 [22] марта 1866, Санкт-Петербург) — архимандрит Русской православной церкви, российский востоковед.

## Биография
Родился 18 сентября 1801 года в погосте Рожок Осташковского уезда Тверской губернии.
Окончив курс Тверской семинарии, а затем Санкт-Петербургской духовной академии, принял пострижение, рукоположён 21 ноября 1829 года в иеромонахи и отправился в Китай, в составе 11-й Пекинской духовной миссии, начальником которой был архимандрит Вениамин.
С дороги Аввакум писал очень любопытные письма, потом частью напечатанные.
Прибыв в Пекин 20 ноября 1830 года, Аввакум был откомандирован служить в русской церкви Успения Богоматери, прихожанами которой были потомки пленных албазинцев, составлявшие русскую роту маньчжурской гвардии Богдыхана. Для детей прихожан этой церкви устроено было училище, где Аввакум, выучившись по-китайски, начал преподавать арифметику, географию и православное вероучение. С 1836 года по воскресным дням, отслужив обедню, он говорил по-китайски проповеди, причём ссылки на текст из прочитанного евангелия, в нескольких экземплярах, раздавал слушателям. Следуя инструкции, Аввакум занимался в Китае исследованием конфуцианской и буддийской религий, изучив языки манджурский, монгольский и тибетский при помощи тибетского ламы. Под руководством последнего Аввакум к концу 1840 года перевёл на тибетский язык «Евангелие от Луки», а на китайский, для чтения паствы своей Успенской церкви, кроме поучений, церковных песнопений и молитв, — сочинение Мансветова: «Черты деятельного учения веры» (1839 г.). Со знанием четырёх языков, употребляемых туземными писателями в Китае, Аввакум занялся собиранием известий о древних обитателях Манджурии и южной Сибири и также о походах монголов в Россию и Венгрию. Кроме того, он собирал известия по истории Кореи и географии Китая, вообще интересуясь вопросами о проповедниках христианства до иезуитов и о племенах Индо-Китая, обитающих около границ Срединной Империи.
Почтенные труды миссионера постоянно обращали на себя внимание Министерства иностранных дел. Когда начальник миссии, архимандрит Вениамин, по болезни просил уволить его от должности до истечения определённого 10-летнего срока, и на прошение его последовало согласие, иеромонаху Аввакуму предписанием азиатского департамента от 3 июня 1865 года поручено было принять должность начальника миссии до окончания срока пребывания её в Пекине.
В 1837 году Аввакуму пожалован орден святой Анны 2-й ст., а по возвращении из Китая оставлен весь получавшийся за границей оклад в 1200 рублей в постоянную пенсию и, кроме того, 800 руб. как жалованье на службе азиатского департамента, где он в первое же время по приезде занялся составлением каталога редких восточных рукописей, собранных последовательно в библиотеку, в количестве 609 номеров. За составление каталога Министерство иностранных дел ходатайствовало о возведении Аввакума в архимандриты, что и было исполнено в 1844 году с назначением его членом петербургской духовной консистории и духовной цензуры.
Кроме каталога — этого капитального, оцениваемого только знатоками труда, — Аввакум поместил несколько заметок в «Записках сибирского отдела Императорского Русского географического общества». В Китае Аввакум доказал свои знания пекинским учёным, по случаю открытия в гор. Боадинь-фу древней надписи, иссечённой на камне непонятными знаками. Обратились к Аввакуму, представив снимок с загадочных письмён, и он разобрал надпись, сделанную на древнем монгольском языке.
В 1852 году Аввакум был командирован, в качестве переводчика китайского языка, в состав экспедиции генерал-адъютанта Путятина, имевшей целью завязать первые сношения с Японией. Во время экспедиции Аввакум исполнял также обязанности священнослужителя на фрегате «Паллада». После двухлетнего плавания, в июле 1854 года, вследствие изменившихся обстоятельств, по случаю разрыва с Англией и Францией и вследствие изменения первоначального плана плавания эскадры, по перемещении команды фрегата «Паллада» на берег, Аввакуму разрешено было возвратиться в Санкт-Петербург сухим путём через Сибирь. По засвидетельствованию генерал-адъютанта Путятина об отличных трудах Аввакума, ему присвоена была степень архимандрита первоклассного монастыря. Но по возвращении в Санкт-Петербург, в половине следующего 1855 года, Аввакум снова был командирован, через Морское Министерство, в качестве переводчика в Иркутск, в распоряжение генерал-губернатора Восточной Сибири генерал-лейтенанта Муравьёва, поднявшего в то время вопрос о присоединении к России Амурского края и требовавшего переводчика для сношений с Китаем. Пробыв два года в усиленных занятиях в Восточной Сибири, Аввакум в начале 1857 года, по приглашению генерал-адъютанта графа Путятина, присоединился к его миссии, имевшей назначение в Китай. В течение 1857—1858 гг. Аввакум принимал деятельное участие в дипломатических переговорах с китайцами, происходивших во время и после окончания военных действий англичан и французов в Китае, и находился также при заключении Тяньцзиньского трактата 1 июня 1858 года. В этом же году он был награждён орденом св. Владимира 2-й степени. Из экспедиции графа Путятина Аввакум воротился вверх по Амуру в Иркутск. Но уже в следующем 1859 году он должен был, за неимением других переводчиков, сопровождать графа Муравьёва в экспедицию его в Японию, предпринятую с целью переговоров об острове Сахалине.
Только в 1860 году Аввакум окончательно вернулся в Петербург и с тех пор жил в Александро-Невской лавре, занимаясь переводами.
Умер 10 марта 1866 года. Похоронен на лаврском кладбище, подле задней стены церкви Св. Духа. Почитатели воздвигли ему надгробный памятник с русской и китайской надписями.

## Труды
После Аввакума остались две рукописи (судьба которых неизвестна), переведённые с китайского: «Любомудрие китайцев» и «Нравственная философия китайцев».
Превосходная характеристика Аввакума помещена Иваном Гончаровым в дополнительной главе к сочинению его «Фрегат „Паллада“». «Каталог» Аввакума, напечатанный без имени составителя, в типографии Праца в 1843 году (8°, 102 нумерованные и 2 ненумерованные страницы). Описанные в каталоге рукописи разделены на шесть отделений, пять — по языкам, на которых они писаны, а 6-е отделение карт географических и астрономических, в числе 19 номеров. Рукописи и книги относятся к языкам: китайскому (395 номеров), маньчжурскому (60 номеров), монгольскому (42 номера), тибетскому (75 номеров) и санскритскому (16 номеров).
Аввакум находился на борту судна, открывшего залив Святой Ольги в 1857 году (1858), и с экипажем установил на сопке крест. С тех пор эта гора называется «Крестовая». В честь отца Аввакума названа река, впадающая в залив Святой Ольги, и сегодня она называется «Аввакумовка». Здесь был Владимир Арсеньев и посетил Крестовую гору, где ещё стоял крест, установленный Аввакумом, о чём он описал в книгах «Сквозь тайгу», «Дерсу Узала». Также в честь отца Аввакума был назван остров в Японском море, впервые нанесённый на карту экипажем фрегата «Паллада» в 1854 году (остров Аввакум [Тэчходо], Японское море, полуостров Корея, 42°10′ с.ш., 130°16′ в.д.).